# Yula moneta
Yula moneta är en fjärilsart som beskrevs av W. Warren 1912. Yula moneta ingår i släktet Yula och familjen nattflyn. Inga underarter finns listade i Catalogue of Life.